# دریک ویلیامز (بازیکن فوتبال)
دریک ویلیامز (انگلیسی: Derrick Williams؛ زادهٔ ۱۷ ژانویهٔ ۱۹۹۳) بازیکن فوتبال اهل جمهوری ایرلند است.
از باشگاه‌هایی که در آن بازی کرده‌است می‌توان به باشگاه فوتبال استون ویلا و باشگاه فوتبال بریستول سیتی اشاره کرد.
وی همچنین در تیم‌های ملی فوتبال Republic of Ireland national under-19 football team، زیر ۲۱ سال جمهوری ایرلند، و جمهوری ایرلند بازی کرده‌است.